# Motorkonfiguration
En motorkonfiguration är konfigurationen hos en kolvmotor; exempelvis antalet cylindrar, antalet cylinderbankar, cylinderbank-vinkel etcetera.